# SPHEREx
SPHEREx (аббревиатура англ. Spectro-Photometer for the History of the Universe, Epoch of Reionization, and Ices Explorer, в переводе — Спектрофотометр исследования истории Вселенной, эпохи реионизации и льдов) — планируемый космический телескоп, работающий в ближнем инфракрасном диапазоне, который будет проводить панорамное исследование неба. В феврале 2019 года НАСА выбрало SPHEREx в качестве следующей миссии среднего класса программы «Эксплорер». 
Запуск SPHEREx состоялся 12 марта 2025 года.

## Обзор
SPHEREx использует спектрофотометр для панорамного обзора неба, который работает в ближнем инфракрасном диапазоне от 0,75 до 5,0 микрометров. Запланированы четыре полных обзора неба в течение 25 месяцев планируемой миссии. Планируется оценить красные смещения около 450 миллионов галактик, параметры космологической инфляции ранней Вселенной, исследовать распространённость и композицию воды и биогенных льдов на ранних стадиях формирования звёзд и остаточных дисков.
SPHEREx дополнит спектроскопические исследования миссий Euclid и WFIRST. При этом SPHEREx работает в более низком диапазоне красных смещений, что позволяет произвести независимую оценку инфляционных параметров для более точных оценок.
Линза телескопа имеет диаметр в 20 см с широким полем зрения (3,5° x 7°).

## История
Предложение по разработке SPHEREx было внесено на рассмотрение НАСА 19 декабря 2014 года. 30 июля 2015 года было принято решение о дальнейшей концептуальной проработке (фаза A) в рамках программы Small Explorer (SMEX). 16 июля 2016 года в НАСА была представлена детальная концептуальная проработка, однако она не была выбрана для программы SMEX.
15 декабря 2016 года была презентована расширенная версия SPHEREx в рамках программы Medium-Class Explorer (MIDEX). В августе 2017 года она вышла в финал вместе с миссиями Arcus и FINESSE. Все три финалиста получили по 2 млн долларов для детальной проработки концепции в течение последующих девяти месяцев. В феврале 2019 года SPHEREx был выбран победителем конкурса. Планируется, что запуск спектрофотометра состоится в 2023 году. Затраты на миссию составят 250 млн долларов без учёта стоимости запуска. В апреле 2020 года общие затраты на миссию оценивались от 395 до 427 млн долларов. В феврале 2021 года НАСА объявило о выборе SpaceX в качестве подрядчика по выводу SPHEREx на орбиту. Стоимость запуска составит 98,8 млн долларов.
Запуск телескопа SPHEREx состоялся 12 марта 2025 года, совместно с 4-мя спутниками для изучения Солнца PUNCH, носителем Falcon-9 с комодрома  Ванденберг.